# 대한민국의 도
대한민국의 도(道, 영어: Province)는 최상위 행정 구역이다. 현재 대한민국에는 경기도, 충청남도, 충청북도, 전라남도, 경상남도, 경상북도의 6개 도가 있다.
일반 도와 강원특별자치도, 전북특별자치도의 산하에는 기초지방자치단체로 시와 군을 둘 수 있다.

## 도 목록
| 도       | 행정 구역 | 도청 소재지 | 인구         | 면적       | 비고 |
| -------- | --------- | ----------- | ------------ | ---------- | ---- |
| 경기도   | 28시 3군  | 수원시      | 13,574,369명 | 10,195km2  |      |
| 충청북도 | 3시 8군   | 청주시      | 1,597,427명  | 7,407 km2  |      |
| 충청남도 | 8시 7군   | 홍성군      | 2,118,638명  | 8,246 km2  |      |
| 전라남도 | 5시 17군  | 무안군      | 1,831,451명  | 12,359 km2 |      |
| 경상북도 | 10시 12군 | 안동시      | 2,622,026명  | 19,034 km2 |      |
| 경상남도 | 8시 10군  | 창원시      | 3,311,438명  | 10,541km2  |      |

### 미수복 지역 도 목록
| 도       | 행정 구역 | 도청 소재지(명목상) | 인구        | 면적       | 비고 |
| -------- | --------- | ------------------- | ----------- | ---------- | ---- |
| 황해도   | 3시 17군  | (해주시)            | 3,972,987명 | 16,743 km2 |      |
| 평안북도 | 1시 19군  | (신의주시)          | 4,049,700명 | 28,442 km2 |      |
| 평안남도 | 2시 14군  | (평양시)            | 7,307,084명 | 14,944 km2 |      |
| 함경북도 | 3시 11군  | (청진시)            | 2,457,987명 | 20,345 km2 |      |
| 함경남도 | 3시 16군  | (함흥시)            | 4,433,126명 | 31,977 km2 |      |

## 사건·사고 및 논란

### 경기북부,경기남부분도 주장
2014년 11월 7일 경기도의회는 서형열(새정치민주연합·구리1) 의원이 대표 발의한 '경기도 북부지역 분도 촉구 결의안'이 접수됐다고 밝혔으며 여기에는 경기도의회 총 의석수(128명)의 과반인 65명의 여야 의원들이 공동 발의자로 참여하고 있다고 설명했다. 결의안에 서명한 의원은 새정치민주연합 소속 의원이 40명, 새누리당 의원이 25명이며, 지역별로는 북부권 의원이 26명, 남부권이 31명이다. 비례의원은 8명이다. 구리·남양주·파주·연천·가평 등은 지역 의원 전체가 서명에 동참했다. 남부권인 용인·성남도 지역구 의원 과반이 결의안 발의에 서명했다.
결의안에는 현재 국회 안전행정위원회에 회부된 '평화통일특별도 설치 등에 관한 법률안'을 하루속히 처리될 수 있도록 법안 처리에 우선순위를 선정할 것을 국회에 촉구하는 내용을 담고 있다. 국회에서 새정치연합 박기춘 의원이 발의한 '평화통일특별도 설치 등에 관한 법률안'은 정부 직할 평화통일특별도를 설치해 포천과 연천, 파주 등 경기북부 10개 시·군을 편입시키는 것이 골자다. 결의안은 남경필 경기도지사에 대해서도 경기도 북부지역의 분도 문제 해결에 깊은 관심을 두고 진지하게 임할 것을 당부하고 있다.
의원들은 "경기도 북부지역은 북한과의 접경지로, 경제 개발 시기에는 국가의 불균형한 국토개발정책의 희생양이 됐고 이후에는 수도권 규제를 포함한 각종 개발 규제에 발이 묶여 경기도 남부 지역과 비교할 수 없을 정도로 낙후됐다."며 분도를 주장하고 있다.
하지만 남경필 경기도지사는 분도에 반대하는 입장을 여러 차례 표명했고, 분도론 자체를 반대하는 여론도 만만치 않아 논란이 일고 있다. 남경필 경기도지사는 2014년 10월 23일 국회 국토교통위원회 국정감사에서 "개인적으로 분도는 경기북부 주민들의 편의를 위해서도 적절한 것이 아니라는 판단을 한다."고 말했다. 또한 "남북도로 나누면 재정자립도를 따져볼 때 북부 주민들이 굉장히 열악한 상황이 될 가능성이 높다고 본다."고 설명했다. 경기북부 분도론은 1980년대부터 대선, 총선, 지방선거 등의 주요 공약사항이었으나 번번히 정부의 무관심으로 실패해왔다.

## 같이 보기
- 대한민국의 도청 소재지
- 대한민국의 행정 구역
- 특별자치도
- 도 (행정 구역)
- 도립공원
- 이북5도위원회